# Лутајући Дел
Лутајући Дел је острво из грчке митологије, које је у лутало морем, бацано олујама. На њему се налазило Аполоново светилиште. Лету је, пре него што је родила Аполона и Артемиду, прогонила љубоморна Хера. Острво Дел јој се смиловало и допустило богињи да се породи. За награду, Дел је престао да лута морем.